# Sematophyllum secundum
Sematophyllum secundum là một loài rêu trong họ Sematophyllaceae. Loài này được (Reinw. & Hornsch.) M. Fleisch. mô tả khoa học đầu tiên năm 1904.